# Osijek Cannons

## Općenito
Osijek Topovi (Cannonsi) su, nakon godinu dana okupljanja entuzijasta, treniranja i kreiranja ideje o klubu, osnovani 11.07.2009. kao jedan od prvih klubova američkog nogometa u Hrvatskoj, a prvi je takve vrste u regiji i gradu Osijeku. Ubrzo su primljeni u Hrvatski Savez Američkog Nogometa (19.12.2009.) te su odmah pristupili natjecanju.
Klub je započeo igru u kontakt (tackle) verziji američkog nogometa. Budući da je početnički tim postao jedan od popularnijih klubova u gradu, postao je organizacija s više od 50 članova i suradnika.
Za pokretanje organizacije poput ove potrebno je puno vremena, volje i truda. Američki nogomet nije ni u top 10. sportova u Hrvatskoj, stoga samo sretanje pažnje javnosti i medija je veliki zadatak. Puno je marketinške aktivnosti potrebno kroz dobrotvorni rad i sav drugi doprinos zajednici kako bi pokazali da želimo postati ozbiljna organizacija i da vrijedi u nju ulagati. U isto vrijeme potrebno brinuti se o sportskom dijelu tima, zadržati svoje igrače zainteresiranim i dati im ono što je potrebno za napredak i razvitak u pravom sportskom smjeru .

## Uprava
Prvi odbor se sastojao od tri člana: predsjednik Goran Đurica, potpredsjednik Mislav Mihalj i tajnik Stefan Ivković koji su jednoglasno izabrani 2009. godine. Oni su predvodili sav rad kluba u smjeru napretka, popularizacije i razvijanja američkog nogometa u gradu Osijeku i Republici Hrvatskoj, za što su dobili priznanja Hrvatskog Saveza Američkog Nogometa.
Na sjednici prije ljetne stanke 2017. godine dolazi do znatnih promjena u vidu vodstva kluba. Trenutno predsjedništvo kluba više nije moglo obnašati dužnosti, te se 23.07.2017. održava izvanredna izborna skupština gdje se izabiru novi predstavnici na navedene pozicije: predsjednik Marin Ljubas, dopredsjednik Viktor Novački i tajnik Damir Tivanovac.
Nova sjednica održana je 21.08.2021. godine te se uprava kluba promijenila, no ne u potpunosti. Kao predsjednik kluba ostaje Marin Ljubas. Na mjesto dopredsjednika dolazi Borna Skala, a mjesto tajnika zauzima Leon Čeferin.

## Sportski uspjesi
Topovi su prve službene nastupe zabilježili u proljeće 2010. u Hrvatskoj ligi američkog nogometa (HLAN) gdje su završili na zadnjem, četvrtom mjestu. Te sezone igrali su protiv iskusnijih timova Zagreb Thunderi, Zagreb Raidersi i Teutoburgium Pitbulls Dalj, te je prvotni cilj bio skupljanje iskustva.
Slijedi odluka Saveza da se natjecanje pomakne na jesen, pa se stoga 2011. godina preskočila, gdje su svi timovi to vrijeme iskoristili za razvijanje i treniranje.
Sezona 2012. završila je na malo razočaravajući način za Topove. Četvrto mjesto i bez pobjede u HLAN-u nije ono što je ekipa očekivala, no svjetla strana je to što je tim stekao nove igrače i počeo vrlo snažnu marketinšku kampanju .
Klub je ušao u novu godinu bez većih promjena, samo s nekoliko svježih lica u momčadi, više iskustva i više ambicija. Sezone 2013. Cannonsi su sudjelovati u dvije lige: HLAN-u i Alpe Adria football ligi (AAFL) gdje su uz nas sudjelovali Maribor Generals, Kranj Alp Devils, Zagreb Raiders i Zagreb Thunder .Timu se priključilo nekoliko igračkih pojačanja iz Zaprešičkog kluba Saints.
Tim je očekivao bolji plasman u ligama i priželjkivao je svoju prvu pobjedu što je na kraju i ostvario u gostima protiv Zagreb Thundera rezultatom 19:15.
Na zimu klub promotivno sudjeluje na flag football (beskontaktna verzija američkog nogometa) turniru Pannonian Bowl l. koji se održavao u Belom Manastiru gdje osvaja drugo mjesto u konkurenciji od četiri tima.
U 2014. godini Topovi opet sudjeluju u AAFL-u koji te sezone ima 8 klubova (rekordan broj do sada) gdje su bila dva Slovenska kluba, po jedan klub iz Srbije i BiH, te četiri kluba iz Hrvatske. Ozljede, nedostatak financija, manji igrački kadar i manjak iskustva na ovoj razini bio je ključan za još jednu slabiju sezonu Topova.
Te godine Topovi opet sudjeluju na turniru Pannonian Bowl ll. gdje u konkurenciji od osam timova osvajaju peto mjesto.
27. – 28.12.2014. sudjeluju u ''Arena Bowl V.'' u Sezgardu u Mađarskog gdje osvajaju nagradu publike za najbolje ostavljeni dojam.
Sezona Hrvatske football lige (HFL) 2015. je za Topove počela loše. Prva dva kola odigrana su u Osijeku te su Topovi oba puta poraženi (Zagreb Patriots i Split Seawolves), no potom u 3. kolu u Bjelovaru ostvaruju pobjedu (26:0). Zatim su u polufinalu pobijedili u Splitu (13:0), te su konačnici slavili u finalu protiv favoriziranih Zagreb Patriotsa (13:7) čime trener Goran Đurica i igrači ostvaruju najveći uspjeh u povijesti kluba.
U 2016. sezonu Cannosi ulaze puni samopouzdanja što se i pokazalo u regularnom dijelu. Savladavaju iskusne Zagreb Patriotse (24:14) u Osijeku na NK Elektri, što je prva domaća pobjeda, zatim Bjelovar Greenhornse (7:0) te Split Seawolves (35:0), čime sjedaju na prvo mjesto tablice. Polufinale koje se također održalo u Osijeku pobjeđuju Bjelovar (16:6) i plasiraju se u finale koje se održalo u Zaprešiću protiv Split Seawolvesa gdje gube 0:16, te završavaju kao viceprvaci.

## Razvoj
Osim seniora, Osijek Cannonsi nisu imali druge momčadi sve do 2015. godine kada je juniorski tim obogaćen znatnim brojem mladih članova. Te sezone se klub prvi puta priključio Hrvatskoj flag football ligi (natjecanje u beskontaktnoj verziji američkog nogometa) gdje ostvaruje omjer 5W – 8L što je bilo nedovoljno za plasiranje u Final Four.
U 2016. sezoni Cannonsi sudjelu u HFFL s juniorima gdje se nisu plasirali u Final Four, ali su zadovoljni jer su juniori dobili priliku stjecati iskustva na utakmicama.
Nakon HFFL Cannonsi sudjeluju na kampu Growth of the Game u Dugopolju gdje usavršavaju svoja znanja i usvajaju neka nova.
Na jesen 2016. Hrvatski Savez Američkog Nogometa oformljuje reprezentaciju u flag football verziji u koju su pozvana tri člana Osijek Cannonsa (Pavo Lukač, Damir Tivanovac, Marin Ljubas). Reprezentacija sudjeluje na međunarodnom turniru u Somboru „Balkan Bowl“ i osvaja drugo mjesto.
U 2017. juniori Osijek Cannonsa po prvi puta čine većinu ekipe u natjecanju u Flag Football Kupu Hrvatske protiv timova koji se sastoje najviše od seniorskih igrača i igrača iz tackle verzije. Nisu se plasirali u Final Four, ali su ostavili značajan utisak s osvojenim petim mjestom (4W-8L) i pokazali su da se na godinu može opravdano očekivati više.
Reprezentacija i te godine odlazi na Balkan Bowl gdje su pozvana dvojica igrača iz Topova (Pavo Lukač i Marin Ljubas) te osvajaju drugo mjesto i srebrnu medalju.

## Doprinos zajednici
Osijek Cannonsi u svom dobrotvornom radu u zajednici od 2009. su sudjelovali u više od 30 akcija.
Jedna od većih humanitarnih akcija u kojoj su Cannonsi sudjelovali je nazvana 'Ambasadori mira'. Važno je spomeniti redovito darivanje krvi u osječkom KBC-u gdje se članovi kluba nesebično odazivaju.
Na humanitarnoj utakmici između Zagreb Raidersa i Osijek Cannonsa 04.11. 2012. u Velikoj na stadionu NK Kamen Ingrada za prikupljanje sredstava za liječenje bolesnog Mateja Markanovića se prikupilo više od 15.000 kuna.
Cannonsi od 2016. provode akciju nazvanu Osijek Cannons Security gdje rade kao redari na festivalima u regiji.

## Vanjske poveznice
- Osijek Cannons službena web stranica
- Osijek Cannons službeni facebook profil
- Osijek Cannons službeni twitter profil
- Osijek Cannons službeni instagram profil